# 보니 바틀릿
보니 바틀릿(Bonnie Bartlett, 1929년 6월 20일 ~ )은 미국의 배우이다.

## 출연 작품
- 밸리딕션 (2011)
- 샤일로 3 (2006)
- 샤일로 2 (1999)
- 모리와 함께 한 화요일 (1999)
- 프라이머리 컬러스 (1998)
- 샤일로 (1996)
- 미시시피의 유령 (1996)
- 그래스 하프 (1995)
- 사선의 연인 (1995)
- 테이크 미 홈 어게인 (1994)
- 도나토와 그의 딸 (1993)
- LA 대지진 특급 (1990)
- 시경 강력반 (1988)
- 트윈스 (1988)
- 어머니의 비밀 (1987)
- 와이즈가이 (1987)
- 스트레인저 (1986)
- 춤추는 헐리웃 (1985)
- 욕망의 그림자 (1984)
- 러브 레터 (1983)
- 여배우 프란시스 (1982)
- 그리운 나의 집 (1981)
- 아이크 (1979)
- A Death in Canaan (1978)
- 라스트 타이쿤 (1976)

### 텔레비전
- 딜론 보안관 (1974)
- 초원의 집 (1974-79)
- V (1983)
- 남과 북 (1986)
- ER (1997-98)
- 천사의 손길 (1997-2003)
- Once and Again (1999-2002)